# Blood Sugar Sex Magik
Blood Sugar Sex Magik (často zkracováno jako BSSM) je funk rockové album skupiny Red Hot Chili Peppers, vydané v září roku 1991. Album bylo napsáno a nahráno ve vile v Laurel Canyon, která nyní patří producentu Ricku Rubinovi.
Skupina vstoupila do mainstreamu s hity jako „Give It Away“, nebo „Under the Bridge“. Album bylo v roce 1998 čtenáři časopisu Q magazine zvoleno 72. nejlepším albem historie. Roku 2003 jej časopis Rolling Stone vyhlásil 310. nejlepším albem všech dob. Tentýž časopis jej také vyznamenal 19. místem v seznamu nejlepších alb devadesátých let.
Shodou okolností tentýž den vydala skupina Nirvana album Nevermind. Píseň Give It Away se objevila v seriálu Simpsonovi, v díle Šáša Krusty zrušen, Šáša Krusty má padáka.
S nadcházející popularitou alba a skupiny se však kytarista John Frusciante nedokázal srovnat. Začal brát heroin a při turné podporující toto album proto ze skupiny odešel.

## Seznam písní
Všechny skladby napsali Flea, Anthony Kiedis, John Frusciante a Chad Smith, pokud není uvedeno jinak.
| Pořadí         | Název                        | Autor          | Délka |
| -------------- | ---------------------------- | -------------- | ----- |
| 1.             | The Power of Equality        |                | 4:03  |
| 2.             | If You Have to Ask           |                | 3:37  |
| 3.             | Breaking the Girl            |                | 4:55  |
| 4.             | Funky Monks                  |                | 5:23  |
| 5.             | Suck My Kiss                 |                | 3:37  |
| 6.             | I Could Have Lied            |                | 4:04  |
| 7.             | Mellowship Slinky in B Major |                | 4:00  |
| 8.             | The Righteous & The Wicked   |                | 4:08  |
| 9.             | Give It Away                 |                | 4:43  |
| 10.            | Blood Sugar Sex Magik        |                | 4:31  |
| 11.            | Under the Bridge             |                | 4:24  |
| 12.            | Naked in the Rain            |                | 4:26  |
| 13.            | Apache Rose Peacock          |                | 4:42  |
| 14.            | The Greeting Song            |                | 3:14  |
| 15.            | My Lovely Man                |                | 4:39  |
| 16.            | Sir Psycho Sexy              |                | 8:17  |
| 17.            | They're Red Hot              | Robert Johnson | 1:12  |
| Celková délka: | Celková délka:               | Celková délka: | 73:42 |

## Obsazení
- Michael Balzary (Flea) – baskytara
- Gail Frusciante – zpěv (v pozadí)
- John Frusciante – kytara
- Anthony Kiedis – zpěv
- Brendan O'Brien – klávesy, technik
- Rick Rubin – producent
- Chad Smith – bubny
- Peter Weiss – brumle